# Goliathfrosch
Der Goliathfrosch (Conraua goliath, Syn.: Rana goliath, Gigantorana goliath) ist ein im westlichen Zentralafrika vorkommender Froschlurch. Die Gattung Conraua umfasst insgesamt sechs Arten. Für diese Gattung wurde eine eigene monogenerische Familie mit dem Namen Conrauidae errichtet.
Mit einem Gewicht von bis zu 3,3 Kilogramm ist der Goliathfrosch der größte Frosch der Welt. Die Art wurde bereits 2009 von der IUCN als „endangered“ (Bestand stark gefährdet) klassifiziert.

## Verbreitung und Lebensraum

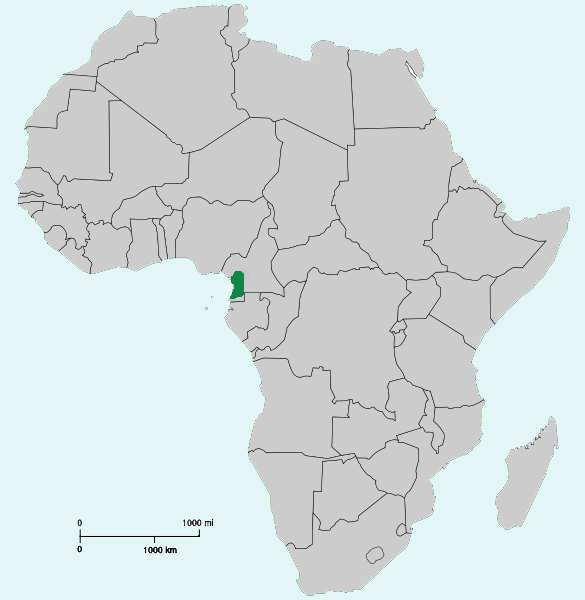
Verbreitung des Goliathfrosches in Afrika

Das Verbreitungsgebiet dieser Art umfasst die west-zentralafrikanischen Länder Kamerun und Äquatorialguinea und erstreckt sich vom Unterlauf des Sanaga-Flusses im Norden bis zum unteren Benito-Flusstal im Süden. Dazwischen nimmt dieses Areal eine Breite von etwa 150 bis 180 Kilometern entlang der Atlantikküste ein. Es handelt sich somit um ein sehr kleines Vorkommensgebiet, das außerdem nicht flächendeckend und gleichmäßig besiedelt wird, sondern nur disjunkt.
Innerhalb ihres Verbreitungsgebietes kommen Goliathfrösche in Höhenlagen von bis zu 1000 Metern vor.
Als Habitat dienen größere, schnellfließende Wasserläufe inmitten des tropischen Regenwaldes. Goliathfrösche leben überwiegend am und im Gewässer (aquatil) und benötigen nicht nur sauberes, sauerstoffreiches Wasser und einen sandigen Gewässergrund, sondern auch bestimmte Futterpflanzen für ihre Kaulquappen.

## Merkmale
Mit einer maximalen Kopf-Rumpf-Länge von etwa 32 (40) Zentimetern handelt es sich bei Conraua goliath um den größten rezenten Froschlurch der Welt. Das schwerste dokumentierte Exemplar wog 3,3 Kilogramm.

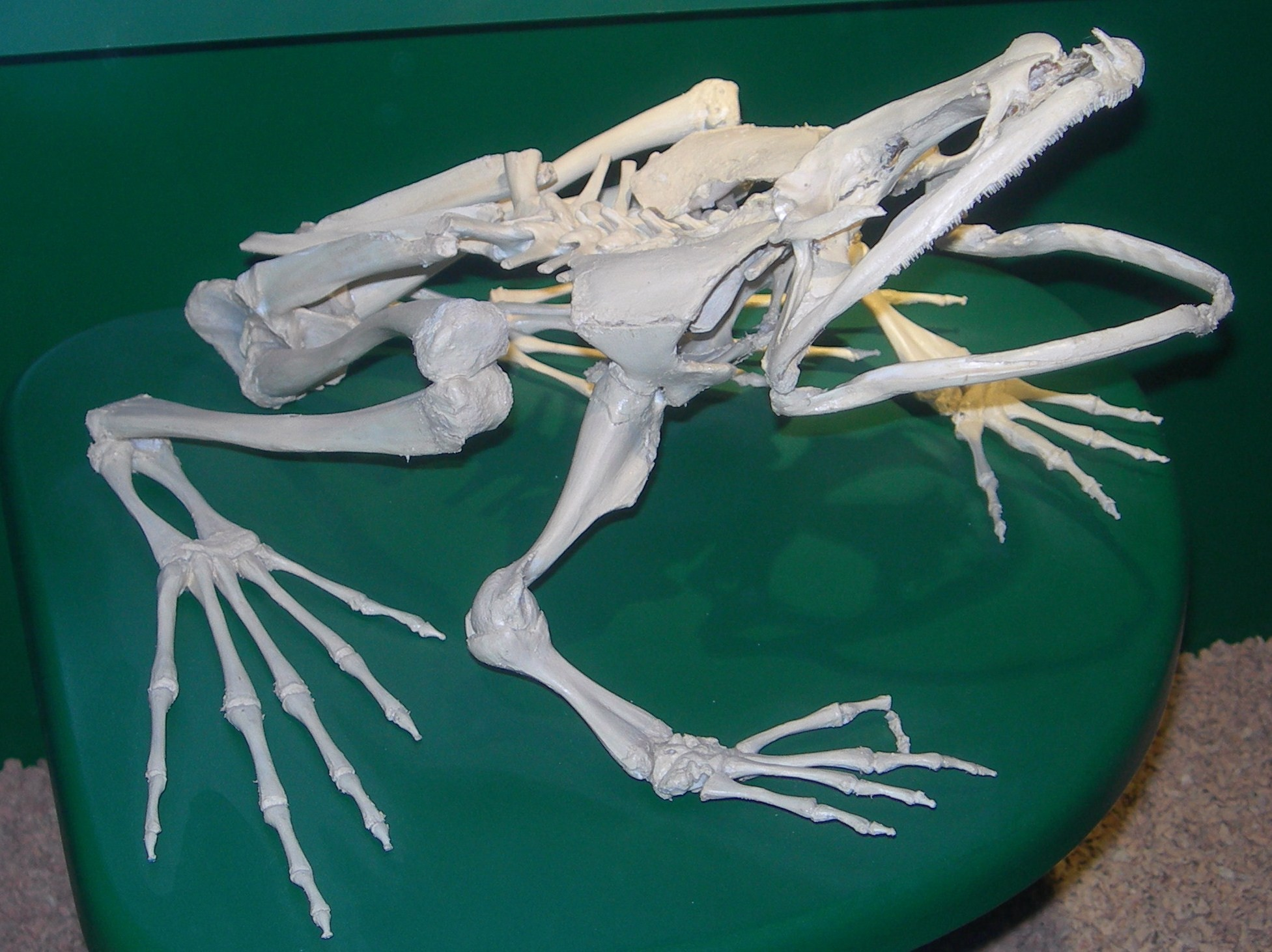
Skelettpräparat eines Goliathfrosches im Naturhistorischen Museum Genf

Goliathfrösche haben eine relativ spitze Schnauze und sind mit ihren kräftigen Hinterbeinen und langen Schwimmfüßen (mit erweiterten Zehenspitzen) gut ans Leben im Wasser angepasst. Männliche Frösche sind größer als die Weibchen. Die Oberschenkel erreichen bei ausgewachsenen Tieren die Dicke eines menschlichen Handgelenks. Die Schwimmhäute zwischen den Zehen reichen bis zu den Zehenspitzen. Die Pupillen der Augen sind waagerecht gestellt; die äußeren Trommelfelle sind mit einem halben Zentimeter Durchmesser vergleichsweise sehr klein. Über diesen verläuft je eine Hautfalte längs des Hinterkopfes. Während die Haut oberseits etwas runzlig und granuliert ist und eine unscheinbare, grün-bräunliche Färbung aufweist, sind der Bauch und die Innenseiten der Gliedmaßen glatter und oft gelb-orange gefärbt.

## Lebensweise
Die Larvalphase dauert etwa 85 bis 95 Tage bis zur Metamorphose. Die Kaulquappen entwickeln sich aus Laichklumpen von je mehreren hundert Eiern, die die adulten Goliathfrösche, im Juli oder August, an Wasserpflanzen, am Grund des Flusses abgelegen. Die Kaulquappen sind in den ersten Wochen auf eine bestimmte Wasserpflanze (Leiothylax warmingii, Syn.: Dicraea warmingii warmingii Familie Podostemaceae) als Nahrungsquelle angewiesen, die auf Felsen unterhalb von Wasserfällen und in Fließgewässer wächst.
Bis sie ein Gewicht von etwa einem Kilogramm erreicht haben, verbringen junge Goliathfrösche über die Hälfte ihrer Zeit im Wasser. Ab einem Gewicht von etwa zwei Kilogramm erklimmen ausgewachsene Frösche gern Steine, die aus dem Fluss ragen, um sich für bis zu 35 Minuten von der Sonne aufwärmen zu lassen. Die Frösche sind überwiegend nachtaktiv, wobei bei ausgewachsenen Tiere eine Sprungweite von 1,2 bis 3 Metern dokumentiert wurde. Territorien von einer Größe von 20 bis 40 Quadratmetern werden gegen Eindringlinge verteidigt.
Zum Nahrungsspektrum der Frösche zählt lebende tierische Kost, die sie von der Größe her überwältigen und im Ganzen verschlingen können. Dies sind neben anderen Fröschen und Insekten auch kleinere Reptilien, junge Wasservögel und Kleinsäuger.
Bei Gefahr versuchen Goliathfrösche entweder ins Wasser abzutauchen und sich in tiefen Flusslöchern zu verbergen, oder sie stellen sich gegenüber dem Angreifer tot.

## Gefährdung
Der Goliathfrosch wird von der IUCN seit 2009 nicht mehr nur als „vulnerable“ (gefährdet), sondern als „endangered“ (stark gefährdet) eingestuft, da sich ihr Bestand innerhalb von drei Generationen um mehr als die Hälfte verringert hat. Die letzte Beurteilung, im Jahr 2018, bestätigte diesen Gefährdungsstatus.
Das kleine und zerstückelte natürliche Verbreitungsgebiet macht die stenöken Tiere besonders anfällig gegenüber äußeren Einflüssen und negativen Umweltveränderungen.

### Bejagung
Menschen jagen Goliathfrösche zum Verzehr und Verkauf als „Bushmeat“ oder Wildfang für ausländische Abnehmer. Die Bejagung hat den größten Anteil an der Abnahme der Bestände und der Verdrängung der Art aus von Menschen besiedelten Bereichen. Goliathfrösche werden in großer Zahl für Zoos, den Tierhandel und (früher auch) für den Einsatz bei Froschrennen gefangen, wobei insbesondere die USA ein großer Abnehmer ist (mit geschätzt 300 Exemplaren pro Jahr allein aus Kamerun).
Es stellte sich heraus, dass die Tiere schwierig und nicht artgerecht zu halten waren und sich daher in der Regel in Gefangenschaft nicht fortpflanzten, was weitere Wildfänge nötig machte. In Terrarien stießen Goliathfrösche sich oft die Schnauze blutig, wenn sie gegen die Glasscheiben sprangen.

### Verlust des Lebensraumes
Die Abholzung des Regenwaldes, Besiedelung, Verschmutzung von Flüssen durch Schadstoffe (insbesondere Düngemittel und Pestizide) und Ausweitung der landwirtschaftlichen Flächen, für Plantagen, auf denen Kokospalmen, Bananen und Kakao angebaut werden, tragen darüber hinaus zu einer ständigen Verknappung des Lebensraumes bei. Die Erschließung von besiedelten und landwirtschaftlichen Gebieten durch Straßen trägt dabei zusätzlich zur Segmentierung der einzelnen Lebensräume bei. Im Jahr 2018 gingen die Experten des IUCN davon aus, dass die Gesamtpopulation innerhalb von 15 Jahren (zwischen 2003 und 2018) um mindestens 70 Prozent eingebrochen ist.

## Taxonomie und Systematik
Manche Übersichten stellen dieses Taxon zur Familie Petropedetidae, andere in eine Unterfamilie Petropedetinae innerhalb der Echten Frösche (Ranidae).